# Zelleromyces versicaulis
Zelleromyces versicaulis är en svampart som beskrevs av S.L. Mill. 1999. Zelleromyces versicaulis ingår i släktet Zelleromyces och familjen kremlor och riskor.   Inga underarter finns listade i Catalogue of Life.